# 10733 Georgesand
10733 Georgesand è un asteroide della fascia principale. Scoperto nel 1988, presenta un'orbita caratterizzata da un semiasse maggiore pari a 2,9046253 UA e da un'eccentricità di 0,0840394, inclinata di 2,98331° rispetto all'eclittica.